# Lindsaea pratensis
Lindsaea pratensis là một loài thực vật có mạch trong họ Dennstaedtiaceae. Loài này được Maxon miêu tả khoa học đầu tiên năm 1973.